# Vega 1

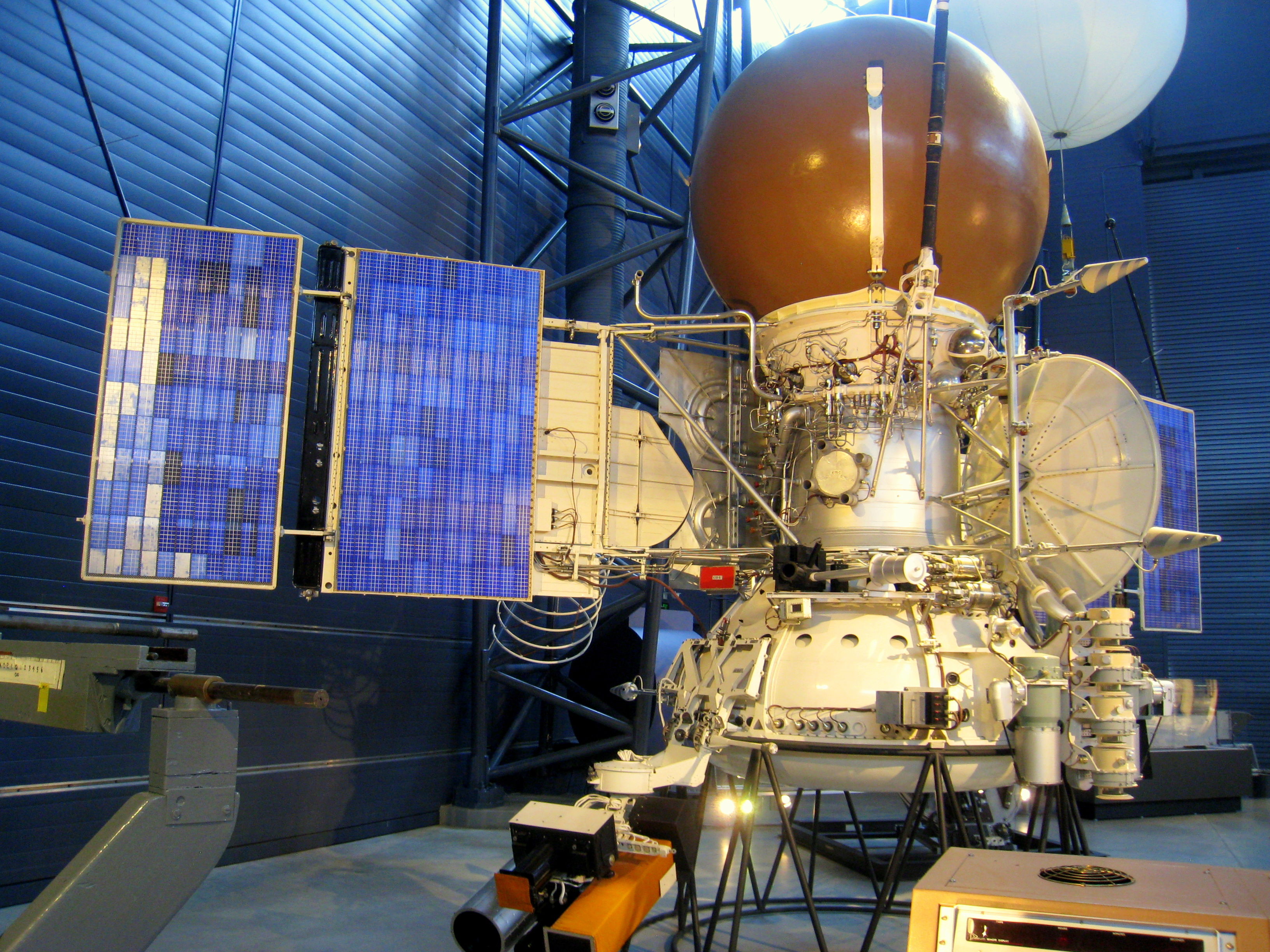
Um modelo da sonda Vega, com seu corpo e aparato de pouso.

A Vega 1 (e sua "irmã gêmea" Vega 2) é uma sonda espacial soviética, parte da Missão Vega. Essa sonda foi um desenvolvimento da série anterior do Programa Venera. Elas foram projetadas no Centro Espacial Babakin e construídas sob o código 5VK pela Lavochkin em Khimki. O nome VeGa (em russo:  ВеГа) combina as duas primeiras letras das palavras russas para Vênus (Венера: "Venera") e Halley (Галлея: "Galleya").

## Características
A Vega 1 era alimentada por dois grandes paineis solares, os instrumentos incluíam antenas, câmeras, espectrômetros, sensores infravermelhos, magnetômetros (MISCHA), e sensores de plasma. A sonda de 4.920 kg foi lançada em 15 de dezembro de 1984, por um foguete Proton 8K82K do Cosmódromo de Baikonur em Tyuratam no Cazaquistão.
As sondas Vega 1 e 2 eram espaçonaves estabilizadas nos três eixos por propulsores. As sondas eram equipadas com escudos de dupla ação para proteção contra a poeira do Cometa Halley. O último contato com a sonda Vega 1 ocorreu em 30 de janeiro de 1987.